# 8229 Kozelský
8229 Kozelský è un asteroide della fascia principale. Scoperto nel 1996, presenta un'orbita caratterizzata da un semiasse maggiore pari a 3,0898390 UA e da un'eccentricità di 0,1974109, inclinata di 13,58936° rispetto all'eclittica.
L'asteroide è dedicato al ceco František Kozelský, costruttore di telescopi.